# Alavaara
Alavaara (även Kassavaara) är en ort i Gällivare kommun, Norrbottens län.
Einar Vennström slog sig ned på orten efter beslut från 1828. I husförhörsböckerna för Gällivare omnämns orten första gången 1846–1854, varvid Nils Petter Åström och Hedda Stina Wennerström med elva barn anges som byns invånare. Vid folkräkningen 1890 hade orten 19 invånare och i augusti 2016 fanns det enligt Ratsit 40 personer över 16 år registrerade med Alavaara som adress.